# Nemognatha hurdi
Nemognatha hurdi är en skalbaggsart som beskrevs av Macswain 1951. Nemognatha hurdi ingår i släktet Nemognatha och familjen oljebaggar. Inga underarter finns listade i Catalogue of Life.